# アロルド・ロサーノ
アロルド・ロサーノ（John Harold Lozano Prado、1972年3月30日 - ）は、コロンビアの元サッカー選手。元コロンビア代表。ポジションはミッドフィールダー。

## 来歴
1993年3月に親善試合でコロンビア代表デビュー。コパ・アメリカ1993では4試合に出場、3位となった。1994 FIFAワールドカップではスイス戦1試合に途中出場、試合終盤に得点を決めた。コパ・アメリカ1995でも4試合に出場、2大会連続の3位となった。1998 FIFAワールドカップにも2大会連続でメンバーに選ばれ、グループステージ全3試合に出場した。2003年までに48試合に出場、3得点をあげた。

## 代表歴

### 出場大会
- コロンビア代表
  - 1994 FIFAワールドカップ
  - 1998 FIFAワールドカップ

### 試合数
- 国際Aマッチ 試合 得点（1993年-2003年）[1]

| コロンビア代表 | 国際Aマッチ | 国際Aマッチ |
| 年             | 出場        | 得点        |
| -------------- | ----------- | ----------- |
| 1993           | 9           | 0           |
| 1994           | 4           | 3           |
| 1995           | 8           | 0           |
| 1996           | 4           | 0           |
| 1997           | 6           | 0           |
| 1998           | 6           | 0           |
| 1999           | 6           | 0           |
| 2000           | 0           | 0           |
| 2001           | 0           | 0           |
| 2002           | 0           | 0           |
| 2003           | 5           | 0           |
| 通算           | 48          | 3           |